# Stoubach
Stoubach (en luxembourgeois : Stubbech) est un hameau de la commune belge de Burg-Reuland situé en Communauté germanophone de Belgique et Région wallonne dans la province de Liège.
Avant la fusion des communes de 1977, Stoubach faisait partie de la commune de Reuland.
Le hameau compte 24 habitants.

## Situation
Hameau frontalier, Stoubach se situe sur la rive gauche et le versant occidental de la vallée de l'Our entre Weweler implanté au nord et en amont et Oberhausen plus au sud et en aval. L'Our sert de frontière entre la Belgique et l'Allemagne. Un pont y franchit cette rivière et conduit au hameau allemand de Stupbach (commune de Lützkampen) implanté sur la rive opposée.

## Loisirs
Le sentier de grande randonnée 5 passe dans le hameau.
On trouve un hôtel sur la rive allemande et des gîtes du côté belge.